# Los auténticos decadentes
Los Auténticos Decadentes è un gruppo musicale argentino formato nel 1986 da Cucho, Nito e El Francés. Il loro genere è un misto tra ritmi differenti, che vanno dal rock cumbiancha e arrivano fino alla Balada e al bolero, formando così un suono unico e particolare. È considerata una della band più importanti del paese, per la loro lunga attività artistica, la qualità dei loro lavori, la loro popolarità e le loro provocazioni non solo musicali.
Hanno festeggiato i loro venti anni di attività con un concerto al Luna Park di Buenos Aires e hanno così registrato un DVD dal vivo che uscirà sul mercato alla fine del 2007. 
Le loro canzoni vengono imitate nelle curve degli stadi da parte delle barras bravas.
Negli ultimi anni hanno ottenuto successi in tutto il continente.
Alcune loro canzoni sono classici della vita notturna latino-americana come Corazón, Loco (Tu Forma de Ser), Entrega el Marrón, El Murguero, Los Piratas, La Guitarra, Vení Raquel.

## Componenti del gruppo
- Cucho Parisi
- Jorge Serrano
- Diego Demarco
- Nito Montecchia
- Gastón Bernardou
- Martín "La Mosca" Lorenzo
- Daniel Zimbello
- Pablo Armesto
- Pablo Rodriguez
- Eduardo Tripodi
- Mariano Franceschelli
- Guillermo "Capanga" Eijo

## Discografia
- 1989 - El Milagro Argentino
- 1991 - Supersónico
- 1993 - Fiesta Monstruo
- 1995 - Mi Vida Loca
- 1997 - Cualquiera Puede Cantar
- 2000 - Hoy Transnoche
- 2001 - Los Reyes de la Canción
- 2003 - Sigue tú Camino
- 2004 - Sigue tu camino (versiones y remixes)
- 2004 - 12 Vivos
- 2006 - Obras Cumbres
- 2006 - Club Atlético Decadente